# Itxaso Atutxa Atutxa
Itxaso Atutxa Atutxa (Bilbao, 19 de juny de 1967) és una política espanyola pertanyent al Partit Nacionalista Basc (EAJ-PNB).

## Trajectòria política
Llicenciada en Filologia per la Universitat de Deusto, Atutxa és filla de Javier Atutxa, històric dirigent del PNB que va formar part de la generació que va fer de nexe entre els dirigents que venien de la clandestinitat durant la dictadura franquista i la generació de dirigents penebistes encapçalada per Iñigo Urkullu i Andoni Ortuzar. A causa d'això, la seva vinculació amb el PNB es va produir a una edat primerenca i va començar a militar a EGI, les joventuts del PNB, a l'edat de setze anys.
En l'àmbit institucional ha estat tinent d'alcalde de Zeberio, la localitat on resideix, i entre 1995 i 2009 va formar part del consell de direcció d'Emakunde (Institut Basc de la Dona) per designació del Parlament Basc.
Des de 2013 presideix el Bizkai Buru Batzar, òrgan executiu de direcció del PNB a Biscaia, cosa que la va convertir en la primera dona a ocupar aquest càrrec. Va ser novament reelegida per les bases del partit el 2017 i 2020.
Atutxa està casada amb Aitor Esteban, portaveu del PNB al Congrés dels Diputats.